# Raine-Syndrom
Das Raine-Syndrom ist eine sehr seltene angeborene und meist letal verlaufende Skelettdysplasie mit den Hauptmerkmalen Osteosklerose, Gesichtsdysmorphie und intrazerebrale Kalkablagerungen.
Synonyme sind: Knochendysplasie, osteosklerotische, letale Form; englisch osteosclerotic bone dysplasia
Die Bezeichnung bezieht sich auf die Erstautoren der Erstbeschreibung aus dem Jahre 1989 durch die englischen Ärzte J. Raine und Mitarbeiter.

## Verbreitung
Die Häufigkeit wird mit unter 1 zu 1.000.000 angegeben, die meisten der bisher beschriebenen 10 Betroffenen stammten aus dem Nahen Osten. Die Vererbung erfolgt autosomal-rezessiv.

## Ursache
Der Erkrankung liegen Loss-of-Function-Mutationen im FAM20C-Gen auf Chromosom 7 Genort p22.3 zugrunde, welches für eine Dentin Matrix Protein 4 Kinase kodiert.

## Klinische Erscheinungen
Klinische Kriterien sind:
- Manifestation als Neugeborenes
- weite Fontanelle, Exophthalmus, abgeflachter Nasenrücken, kleine Nase, tief ansetzende Ohrmuscheln, Mittelgesichtshypoplasie mit Choanalatresie
- dreieckiger Mund, Gingivahyperplasie, eventuell gespaltene Uvula, Zähne bereits bei der Geburt
- stumpfer Unterkieferwinkel und unregelmäßige Rippen
- Häufig Versterben in den ersten Lebenswochen

Im Röntgenbild findet sich eine generalisierte Osteosklerose sämtlicher Knochen einschließlich der Schädelbasis
In der Sonografie lassen sich ausgedehnte Verkalkungen um die Ventrikel herum, in den Basalganglien, dem Thalamus nachweisen.

## Diagnose
Die Diagnose stützt sich auf die klinischen Befunde sowie den Nachweis der Verkalkungen in Ultraschall, Röntgenbild oder Computertomografie.
Bereits vorgeburtlich ist eine Erkennung mittels Feinultraschall oder DNA-Analyse möglich.